# Heřmaň (ort i Tjeckien, lat 49,23, long 14,14)
Heřmaň är en ort i Tjeckien.   Den ligger i regionen Södra Böhmen, i den centrala delen av landet, 100 km söder om huvudstaden Prag. Heřmaň ligger 386 meter över havet och antalet invånare är 219.
Terrängen runt Heřmaň är platt västerut, men österut är den kuperad. Runt Heřmaň är det ganska tätbefolkat, med 120 invånare per kvadratkilometer. Närmaste större samhälle är Písek, 8,5 km norr om Heřmaň. Trakten runt Heřmaň består till största delen av jordbruksmark.